# Championnat d'Algérie de football de troisième division 2016-2017
 (janvier 2021).
Si vous disposez d'ouvrages ou d'articles de référence ou si vous connaissez des sites web de qualité traitant du thème abordé ici, merci de compléter l'article en donnant les références utiles à sa vérifiabilité et en les liant à la section « Notes et références ».
Navigation
DNA
2015-2016 DNA
2017-2018
La saison 2016-2017 de Division Nationale Amateur est la 7e édition du championnat d'Algérie de D3 depuis la création de la Ligue nationale du football amateur en 2010. Les 47 participants sont répartis en trois groupes régionaux comprenant 16 clubs chacun, celui du centre avec 15 après la rétrogradation du club de l'USF Bordj Bou Arréridj.
À l'issue de cette compétition, le champion de chaque groupe accède en Ligue 2, alors que les 3 derniers accompagné du plus mauvais avant-dernier parmi les 3 groupes rétrogradent en Inter-Régions, mais cette disposition sera annulée.

## Participants
| Club                    | 2015-2016           | Wilaya             |
| ----------------------- | ------------------- | ------------------ |
| CR Beni-Thour           | 2                   | Ouargla            |
| NARB Réghaïa            | 3                   | Alger              |
| MC Mekhadma             | 4                   | Biskra             |
| USF Bordj Bou Arréridj* | 5                   | Bordj Bou Arreridj |
| RC Boumerdès            | 6                   | Boumerdès          |
| US Oued Amizour         | 7                   | Béjaïa             |
| IB Khemis El Khechna    | 8                   | Boumerdès          |
| WR M'sila               | 9                   | M'sila             |
| JS Hai Djebel           | 10                  | Alger              |
| IB Lakhdaria            | 11                  | Bouira             |
| CRB Dar El Beida        | 12                  | Alger              |
| JS Djijel               | 13                  | Jijel              |
| USM Chéraga             | 14                  | Alger              |
| RC Kouba                | 15                  | Alger              |
| US Beni Douala          | 1 (D4 Centre-Est)   | Tizi-Ouzou         |
| MB Rouissat             | 1 (D4 Centre-Ouest) | Ouargla            |

| Club              | 2015-2016  | Wilaya         |
| ----------------- | ---------- | -------------- |
| US Chaouia        | 14 (L2)    | Oum El Bouaghi |
| USM Annaba        | 2          | Annaba         |
| E Collo           | 3          | Skikda         |
| NC Magra          | 4          | M'Sila         |
| MO Constantine    | 5          | Constantine    |
| NRB Touggourt     | 6          | Ouargla        |
| AS Aïn M'lila     | 7          | Oum El Bouaghi |
| HAMR Annaba       | 8          | Annaba         |
| USM Khenchela     | 9          | Khenchela      |
| AB Merouana       | 10         | Batna          |
| CR Village Moussa | 11         | Jijel          |
| HB Chelghoum Laïd | 12         | Mila           |
| ES Guelma         | 13         | Guelma         |
| USM Aïn Béïda     | 14         | Oum El Bouaghi |
| US Tébessa        | 15         | Tébessa        |
| AB Chelghoum Laïd | 1 (D4 Est) | Mila           |

| Club                | 2015-2016    | Wilaya         |
| ------------------- | ------------ | -------------- |
| OM Arzew            | 15 (L2)      | Oran           |
| USMM Hadjout        | 16 (L2)      | Tipaza         |
| RCB Oued Rhiou      | 2            | Relizane       |
| CRB Ben Badis       | 3            | Sidi Bel Abbès |
| ESM Koléa           | 4            | Tipaza         |
| SA Mohammadia       | 5            | Mascara        |
| SCM Oran            | 6            | Oran           |
| ES Mostaganem       | 7            | Mostaganem     |
| ASB Maghnia         | 8            | Tlemcen        |
| WA Mostaganem       | 9            | Mostaganem     |
| US Remchi           | 10           | Tlemcen        |
| CRB Sendjas         | 11           | Chlef          |
| SKAF Khemis Miliana | 12           | Aïn Defla      |
| WA Tlemcen          | 13           | Tlemcen        |
| MB Hassasna         | 14           | Saïda          |
| IRB Maghnia         | 4 (D4 Ouest) | Tlemcen        |

* L'équipe de l'USFBBA, a rencontré des difficultés pour prendre part à la saison footballistique 2016-17, à la suite de problèmes administratifs et de la démission du président du club ce qui a provoqué le non-paiement des créances de l'équipe vis-à-vis de la Ligue Nationale du Football Amateur (malgré le rappel à l'ordre et l'octroi d'une période supplémentaire de 10 jours), l'USFBBA a été exclue de toute compétition pour la saison en cours et se voit reléguée au plus bas niveau dans la hiérarchie du football algérien (Division pré-honneur de la ligue de football de la wilaya de Bordj Bou Arréridj - D6), décision confirmée par le bureau fédéral de la Fédération Algérienne de Football .

## Compétition

### Groupe Est

#### Classement
Le classement est établi sur le barème de points suivant : une victoire vaut 3 points, un match nul 1 point et une défaite 0 point.
| Rang | Équipe              | Pts | J  | G  | N  | P  | Bp | Bc | Diff |
| ---- | ------------------- | --- | -- | -- | -- | -- | -- | -- | ---- |
| 1    | AS Ain M'lila       | 65  | 30 | 19 | 8  | 3  | 45 | 16 | +29  |
| 2    | USM Annaba          | 61  | 30 | 17 | 10 | 3  | 52 | 21 | +31  |
| 3    | MO Constantine      | 54  | 30 | 16 | 6  | 8  | 39 | 32 | +7   |
| 4    | NC Magra            | 51  | 30 | 14 | 9  | 7  | 42 | 30 | +12  |
| 5    | US Chaouia R        | 41  | 30 | 12 | 5  | 13 | 40 | 35 | +5   |
| 6    | USM Khenchela       | 39  | 30 | 10 | 9  | 11 | 39 | 37 | +2   |
| 7    | US Tébessa          | 39  | 30 | 10 | 9  | 11 | 37 | 30 | +7   |
| 8    | AB Chelghoum Laïd P | 36  | 30 | 8  | 12 | 10 | 31 | 39 | -8   |
| 9    | ES Collo            | 35  | 30 | 10 | 5  | 15 | 33 | 45 | -12  |
| 10   | CR Village Moussa   | 35  | 30 | 9  | 8  | 13 | 26 | 33 | -7   |
| 11   | HAMR Annaba         | 35  | 30 | 8  | 11 | 11 | 19 | 25 | -6   |
| 12   | HB Chelghoum Laïd   | 34  | 30 | 8  | 10 | 12 | 22 | 41 | -19  |
| 13   | NRB Touggourt       | 34  | 30 | 8  | 10 | 12 | 32 | 41 | -9   |
| 14   | USM Ain Beida       | 34  | 30 | 10 | 4  | 16 | 25 | 33 | -8   |
| 15   | AB Merouana         | 31  | 30 | 8  | 7  | 15 | 29 | 41 | -12  |
| 16   | ES Guelma           | 29  | 30 | 6  | 11 | 13 | 24 | 36 | -12  |

Promotions et relégations
Abréviations
R : Relégué de Ligue 2 2015-2016

P : Promus de Inter-Régions 2015-2016

### Groupe Centre

#### Classement
Le classement est établi sur le barème de points suivant : une victoire vaut 3 points, un match nul 1 point et une défaite 0 point, puis le goal-average particulier.
| Rang | Équipe                 | Pts | J  | G  | N  | P  | Bp | Bc | Diff |
| ---- | ---------------------- | --- | -- | -- | -- | -- | -- | -- | ---- |
| 1    | RC Kouba ¤             | 59  | 28 | 17 | 8  | 3  | 37 | 18 | +19  |
| 2    | US Beni-Douala P ¤     | 59  | 28 | 17 | 8  | 3  | 54 | 22 | +32  |
| 3    | US Oued Amizour        | 50  | 28 | 14 | 8  | 6  | 32 | 21 | +11  |
| 4    | WR M'Sila -6 Pts       | 46  | 28 | 13 | 7  | 8  | 31 | 31 | 0    |
| 5    | JS Hai El Djabel       | 37  | 28 | 11 | 4  | 13 | 35 | 36 | -1   |
| 6    | NARB Réghaïa           | 37  | 28 | 10 | 7  | 11 | 32 | 29 | +3   |
| 7    | IB Lakhdaria           | 37  | 28 | 9  | 10 | 9  | 28 | 21 | +7   |
| 8    | MB Rouissat P          | 35  | 28 | 9  | 8  | 11 | 23 | 24 | -1   |
| 9    | IB Khemis El Khechna   | 33  | 28 | 8  | 9  | 11 | 22 | 29 | -7   |
| 10   | CR Beni-Thour          | 32  | 28 | 8  | 8  | 12 | 21 | 40 | -19  |
| 11   | CRB Dar El Beida       | 32  | 28 | 8  | 8  | 12 | 27 | 34 | -7   |
| 12   | JS Djijel              | 32  | 28 | 8  | 8  | 12 | 22 | 26 | -4   |
| 13   | MC Mekhadma            | 31  | 28 | 8  | 7  | 13 | 26 | 36 | -10  |
| 14   | RC Boumerdès‡          | 29  | 28 | 6  | 11 | 11 | 23 | 28 | -5   |
| 15   | USM Chéraga            | 20  | 28 | 5  | 5  | 18 | 20 | 48 | -28  |
| 16   | USF Bordj Bou Arréridj | FG  | 00 | 00 | 00 | 00 | 00 | 00 | 0    |

Promotions et relégations
Abréviations
R : Relégué de Ligue 2 2015-2016

P : Promus de Inter-Régions 2015-2016

* : Forfait général et retrait total des compétitions.

' : Défalcation de 6 de six points et match perdu par pénalité à l’équipe
 du WR M’sila à la suite de la non-tenue de la rencontre de la 26e journée face
 à l'US Beni-Douala dans le stade de ce dernier .

¤ : Goal-average particulier en faveur du RC Kouba (RCK-USB [3-0 ; 0-0]).

### Groupe Ouest

#### Classement
Le classement est établi sur le barème de points suivant : une victoire vaut 3 points, un match nul 1 point et une défaite 0 point.
| Rang | Équipe              | Pts | J  | G  | N  | P  | Bp | Bc | Diff |
| ---- | ------------------- | --- | -- | -- | -- | -- | -- | -- | ---- |
| 1    | WA Tlemcen          | 63  | 30 | 21 | 7  | 2  | 36 | 9  | +27  |
| 2    | OM Arzew R          | 52  | 30 | 15 | 7  | 8  | 49 | 35 | +14  |
| 3    | ES Mostaganem       | 48  | 30 | 13 | 9  | 8  | 45 | 26 | +19  |
| 4    | MB Hassasna         | 44  | 30 | 13 | 5  | 12 | 39 | 31 | +8   |
| 5    | SCM Oran            | 43  | 30 | 12 | 7  | 11 | 41 | 45 | -4   |
| 6    | SKAF Khemis Miliana | 41  | 30 | 11 | 8  | 11 | 54 | 41 | +13  |
| 7    | IRB Maghnia P       | 40  | 30 | 10 | 10 | 10 | 35 | 40 | -5   |
| 8    | USMM Hadjout R      | 39  | 30 | 10 | 9  | 11 | 28 | 44 | -16  |
| 9    | CRB Ben Badis       | 38  | 30 | 10 | 8  | 12 | 34 | 40 | -6   |
| 10   | ESM Koléa           | 38  | 30 | 10 | 8  | 12 | 42 | 40 | +2   |
| 11   | SA Mohammadia       | 37  | 30 | 9  | 10 | 11 | 37 | 47 | -10  |
| 12   | ASB Maghnia         | 37  | 30 | 10 | 7  | 13 | 33 | 38 | -5   |
| 13   | RCB Oued Rhiou      | 37  | 30 | 9  | 10 | 11 | 31 | 31 | 0    |
| 14   | US Remchi           | 36  | 30 | 9  | 9  | 12 | 34 | 41 | -7   |
| 15   | CRB Sendjas         | 34  | 30 | 9  | 7  | 14 | 35 | 44 | -9   |
| 16   | WA Mostaganem       | 20  | 30 | 3  | 11 | 16 | 22 | 43 | -21  |

Promotions et relégations
Abréviations
R : Relégué de Ligue 2 2015-2016

P : Promus de Inter-Régions 2015-2016

#### Résultats
| Résultats (▼dom., ►ext.) | ASBM | CRBB | CRBS | ESM | ESMK | IRBM | MBH | OMA | RCBOR | SCMO | SKAF | SAM | USMMH | USR | WAM | WAT |
| ASB Maghnia              |      | CRBB | CRBS | 2-1 | ESMK | IRBM | MBH | OMA | RCBOR | SCMO | SKAF | SAM | USMMH | USR | WAM | WAT |
| CRB Ben Badis            | ASBM |      | CRBS | ESM | ESMK | IRBM | MBH | OMA | RCBOR | SCMO | SKAF | SAM | USMMH | USR | WAM | WAT |
| CRB Sendjas              | ASBM | CRBB |      | ESM | 4-1  | IRBM | MBH | OMA | RCBOR | SCMO | SKAF | SAM | USMMH | USR | WAM | WAT |
| ES Mostaganem            | ASBM | CRBB | CRBS |     | ESMK | IRBM | MBH | OMA | RCBOR | SCMO | SKAF | SAM | USMMH | USR | WAM | WAT |
| ESM Koléa                | ASBM | CRBB | CRBS | ESM |      | IRBM | MBH | OMA | RCBOR | SCMO | SKAF | SAM | USMMH | USR | WAM | WAT |
| IRB Maghnia              | ASBM | CRBB | CRBS | ESM | ESMK |      | MBH | OMA | RCBOR | SCMO | SKAF | SAM | USMMH | USR | WAM | WAT |
| MB Hassasna              | ASBM | CRBB | CRBS | ESM | ESMK | IRBM |     | OMA | RCBOR | SCMO | SKAF | SAM | USMMH | USR | WAM | WAT |
| OM Arzew                 | ASBM | CRBB | CRBS | ESM | ESMK | IRBM | MBH |     | RCBOR | SCMO | SKAF | SAM | USMMH | USR | WAM | WAT |
| RCB Oued Rhiou           | ASBM | CRBB | CRBS | ESM | ESMK | IRBM | MBH | 4-1 |       | SCMO | SKAF | SAM | USMMH | USR | WAM | WAT |
| SCM Oran                 | ASBM | CRBB | CRBS | ESM | ESMK | IRBM | 3-4 | OMA | RCBOR |      | SKAF | SAM | USMMH | USR | WAM | WAT |
| SKAF Khemis Miliana      | ASBM | CRBB | CRBS | ESM | ESMK | IRBM | MBH | OMA | RCBOR | SCMO |      | SAM | USMMH | USR | WAM | 0-1 |
| SA Mohammadia            | ASBM | CRBB | CRBS | ESM | ESMK | IRBM | MBH | OMA | RCBOR | SCMO | SKAF |     | USMMH | USR | WAM | WAT |
| USMM Hadjout             | ASBM | 2-4  | CRBS | ESM | ESMK | IRBM | MBH | OMA | RCBOR | SCMO | SKAF | SAM |       | USR | WAM | WAT |
| US Remchi                | ASBM | CRBB | CRBS | ESM | ESMK | IRBM | MBH | OMA | RCBOR | SCMO | SKAF | 2-2 | USMMH |     | WAM | WAT |
| WA Mostaganem            | ASBM | CRBB | CRBS | ESM | ESMK | 1-1  | MBH | OMA | RCBOR | SCMO | SKAF | SAM | USMMH | USR |     | WAT |
| WA Tlemcen               | ASBM | CRBB | CRBS | ESM | ESMK | IRBM | MBH | OMA | RCBOR | SCMO | SKAF | SAM | USMMH | USR | WAM |     |

Résultats
- Victoire à domicile
- Match nul
- Victoire à l'extérieur